# Most Likely You Go Your Way (And I'll Go Mine)
"Most Likely You Go Your Way and I'll Go Mine" är en låt av Bob Dylan, ursprungligen utgiven på albumet Blonde on Blonde 1966. 
Låten går i ett snabbt tempo och har ett slags Swingbeat.
Den svenske musikern Ola Magnell översatte låten till "Rättså hettså" på svenska och spelade in den för sitt album Gaia (1983).
2007 omarbetade och remixade Mark Ronson låten till samlingsalbumet Dylan. Denna mixningen hamnade dock inte på albumet men släpptes som online-singel. Det släpptes även en musikvideo till denna versionen av låten.

## Album
- Blonde on Blonde - 1966
- Before the Flood - 1974
- Biograph - 1985
- Dylan - 2007

## Coverversioner
- Mark Ronson (remix)
- Todd Rundgren
- The Yardbirds
- Mudcrutch
- Ola Magnell

### Fotnoter
1. ↑  ”Gaia”. Svensk mediedatabas. http://smdb.kb.se/catalog/search?q=ola+magnell+gaia&x=0&y=0. Läst 24 januari 2013.